# Sandeep Kumar
Pour les articles homonymes, voir Sandeep.
Sandeep Kumar (né le 1er mai 1986) est un athlète indien, spécialiste de la marche.

## Biographie
Le 18 février 2017, il porte le record national du 50 km à 3 h 56 min 0 s à New Delhi.
En 2021 il bat le record d'Inde du 20 km marche en remportant les championnats nationaux à Ranchi.
En 2022, Sandeep Kumar obtient la médaille de bronze sur 10 000 m marche aux Jeux du Commonwealth de Birmingham.

### Palmarès
| Date | Compétition          | Lieu       | Résultat | Épreuve         | Performance     |
| ---- | -------------------- | ---------- | -------- | --------------- | --------------- |
| 2014 | Jeux asiatiques      | Incheon    | 4e       | 50 km marche    | 3 h 59 min 31 s |
| 2022 | Jeux du Commonwealth | Birmingham | 3e       | 10 000 m marche | 38 min 49 s 21  |

#### National
- 4 titres au 20 km marche : 2020 à 2023
- 2 titres au 50 km marche : 2013 et 2017

### Records
| Épreuve      | Performance         | Lieu      | Date            |
| ------------ | ------------------- | --------- | --------------- |
| 20 km marche | 1 h 20 min 16 s     | Ranchi    | 13 février 2021 |
| 50 km marche | 3 h 56 min 0 s (NR) | New Delhi | 18 février 2017 |